# Parcour
Parcour - dyscyplina strzelecka polegająca na strzelaniu do rzutków z broni śrutowej i strzelaniu do tarczy z broni kulowej.
Konkurencje wchodzące w skład parcouru:
- Compak Sporting
- Sporting (fr. Parcours de Chasse)
- Universal Trench (fr. Fosse Universelle)
- Helices ZZ (fr. Tir aux Hélices)
- Combined Game Shooting (fr. Tir Combiné de Chasse) - jedyna konkurencja śrutowo-kulowa

Pieczę nad konkurencjami sprawuje międzynarodowa organizacja Federation Internationale De Tir Aux Armes (FITASC).